# Funkce komunikace

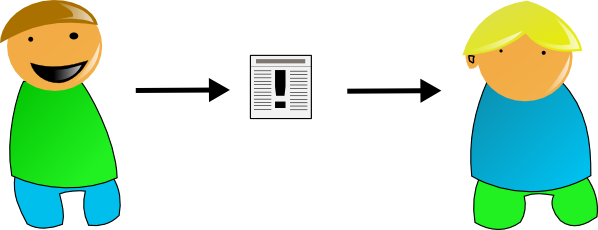
Realizováním funkce dostane komunikace svůj smysl

Komunikace (komunikační výměna) je proudění informací ze zdroje k příjemci. 
Komunikace plní vždy aktuálně relevantní funkci. Pokud dojde k její úspěšné realizaci, komunikační výměna dostane smysl. Zároveň je každý komunikant určitým způsobem motivován ke komunikaci, zde hovoříme o motivaci ke komunikaci. Psycholog Zbyněk Vybíral vymezuje 4 základní funkce komunikace.

## Základní funkce komunikace
1. informativní – komunikant chce předat informaci, oznámit zprávu, doplnit jinou zprávu, něco prohlásit (váš kamarád se dozvěděl, že pojede na pracovní cestu a chce vám to říct),
2. instruktážní – komunikační partner se snaží druhého něco naučit, dát mu návod, jak se něco dělá (patří sem i recepty kuchařské),
3. persuazivní – člověk chce přesvědčit partnera v komunikaci, aby změnil svůj názor, ovlivnit ho, získat si ho na svou stranu (přesvědčujete svého kamaráda, který nemá moc v oblibě sport, aby s vámi šel na fotbal a uvádíte takové důvody, které by ho měly přesvědčit ke změně názoru),
4. vyjednávací – řeší a dospívá k dohodě,
5. zábavní – při níž jde o čiré pobavení prostřednictvím komunikace, člověk chce rozptýlit sebe i partnera komunikace, nebo si prostě jen popovídat (sejdete se s kamarády v kavárně a povídáte si).

Pozorovatelná je i funkce exhibicionistická -  kdy se člověk v rámci komunikace zaměřuje více na formu než na obsah. Pak jde spíše o exhibicionismus, neboli upoutání pozornosti. Srovnejme koncepty pábitelství a jiné. 
Prakticky se nesetkáváme s uplatněním pouze jedné funkce, víceméně vždy koexistují. 
Důležité je také připomenout, že hledisko funkčnosti v komunikaci bylo jedním z nejdůležitějších v tezích Pražského lingvistického kroužku. Typicky se zde vydělují například komunikační funkce sdělovací, apelová, metajazyková, poetická...